# Felsőregmec
Felsőregmec là một thị trấn thuộc hạt Borsod-Abaúj-Zemplén, Hungary. Thị trấn này có diện tích 10,75 km², dân số năm 2010 là 312 người, mật độ 29 người/km².